# موریل مارلند-میلیتلو
موریل مارلند-میلیتلو ( فرانسوی: Muriel Marland-Militello‎؛ ۳۰ ژوئیهٔ ۱۹۴۳ – ۲۵ فوریهٔ ۲۰۲۱) سیاست‌مدار ارمنی‌تبار اهل فرانسه بود که از ۱۶ ژوئن ۲۰۰۲ تا ۱۹ ژوئن ۲۰۱۲ نماینده مجمع ملی بود.

## زندگی‌نامه
وی در ۳۰ ژوئیهٔ ۱۹۴۳ در نیس به دنیا آمد و در رشته علوم سیاسی از دانشگاه پاریس ۲ فارغ‌التحصیل گشت. وی همچنین برنده جوایزی همچون لژیون دونور (شوالیه) شد. وی پس از یک دوره طولانی بیماری سرانجام در ۲۵ فوریهٔ ۲۰۲۱ در سن ۷۷ سالگی در آنتیب درگذشت.

## نگارخانه